# بيرجيدورف
بيرجيدورف ( تُلفظ بالألمانية: [ˈbɛʁɡədɔʁf]  ( سماع) وصلة=| عن هذا الصوت ) هي أكبر حي من الأحياء السبعة في هامبورغ بألمانيا. بلغ عدد سكان البلدة 126395 نسمة في عام 2016 .

## التركيبة السكانية
ضمت 118،942 نسة يعيشون في مدينة بيرجيدورف في عام 2006. كانت الكثافة السكانية 769 نسمة لكل كيلومتر مربع (1,992/ميل2). كان منهم 19.3٪ دون سن 18 عامًا، و18.2٪ في عمر 65 عامًا أو أكبر. و9.6 ٪ من المهاجرين. تم تسجيل 6،027 شخص كعاطلين عن العمل. في عام 1999 كان هناك 51752 أسرة و 34.6 ٪ من جميع الأسر تتكون من أفراد.
أجريت الانتخابات في هامبورغ في 15 فبراير 2015. وكانت مشاركة الناخبين 52.7 ٪ في بيرجيدورف.
| حفل                   | نسبه مئويه |
| --------------------- | ---------- |
| SPD                   | 49.7       |
| CDU                   | 18.0       |
| الخضر                 | 8.5        |
| اليساريين             | 6.8        |
| AfD                   | 7.5        |
| الحزب الديمقراطي الحر | 5.7        |

## قائمة المراجع
- هارالد ريتريت: بيرجيدورف - عين سيلبستيج شتات . في: Lichtwark Nr. 54. HRSG. Lichtwark-Ausschuß ، بيرجيدورف ، 1991. Jetzt: Verlag HB-Werbung، Hamburg-Bergedorf. .

## روابط خارجية
- صفحة Bergedorf الرئيسية (باللغة الألمانية)
- مائدة مستديرة بيرجيدورف لمؤسسة كويربر
- بريفا مدينة بيرجيدورف (باللغة الألمانية)